# Quercus parkeri
Quercus parkeri är en bokväxtart som beskrevs av Aimée Antoinette Camus. Quercus parkeri ingår i släktet ekar, och familjen bokväxter. Inga underarter finns listade.